# یوسفی هروی
یوسف بن محمد بن یوسف طبیب، پزشک، نویسنده و ناظم و سراینده سده ۱۰ قمری از مردم خواف بود، در ماوراءالنهر دانش آموخت و در هرات زیست و در ۹۵۰ قمری درگذشت.

## زندگی‌نامه
یوسف بن محمد ظاهراً از اهالی خواف خراسان بود که سال‌ها در هرات می‌زیست و سپس به هندوستان رفته و در دربار ظهیرالدین محمد بابرشاه و پسرش همایون‌شاه نیز همچنان مورد احترام و توجه بود و سمت دبیری در دربار او را داشت.
پدرش محمد بن یوسف هروی پزشکی نامدار و صاحب تألیف است؛ بحرالجواهر را که فرهنگ واژه‌های پزشکی و زندگی‌نامه برخی از مشاهیر پزشکی است نگاشته‌است.
یوسفی هروی در هند از پزشکان و دبیران دربار ظهیرالدین بابر (۹۳۲–۹۳۷ ق) و سپس پسرش همایون گورکانی (۹۳۷–۹۶۳ ق) شد [۱]
یوسفی هروی از پدرش پرکارتر بود و چندین کتاب نوشت که محفوظ مانده‌است و اهمیت او به ویژه در آن است که برای آسان کردن دانش پزشکی چندین منظومه سرود و در شعر نیز یوسفی تخلص می‌کرد.

## آثار
از آثار او
۱- رساله منظومه علاج الامراض مشتمل بر ۲۸۹ رباعی
۲ – رساله دلایل البول، سال تألیف آن۹۴۲ هجری قمری است.[۲]
۳- رساله سته ضروریه که مؤلف آن را به نام همایون شاه در سال۹۴۴ هجری قمری نگاشته‌است.
۴- رساله دلایل النبض سال تألیف آن ۹۴۲ هجری قمری است.
۵- جامع الفوائد که آن را در سال ۹۱۷ هجری قمری در شرح مشکلات علاج‌الامراض سروده‌است و حفظ الصحهِ فواید الاخیارِ ریاض الادویه و… می‌توان اشاره کرد.